# Hội nghị Liên Hợp Quốc về Biến đổi Khí hậu 2004
Hội nghị Liên Hợp Quốc về Biến đổi Khí hậu 2004 diễn ra từ 6 tháng 12 đến 17 tháng 12 năm 2004 tại Buenos Aires, Argentina. Hội nghị bao gồm cả Hội nghị Các bên (COP10) là thành viên của Công ước khung Liên Hợp Quốc về Biến đổi Khí hậu (UNFCCC).
Các bên thảo luận về tiến trình đã đạt được kể từ Hội nghị Liên Hợp Quốc về Biến đổi Khí hậu đầu tiên mười năm trước cũng như những thách thức trong tương lai, đặc biệt nhất mạnh đến việc giảm nhẹ và thích ứng với biến đổi khí hậu. Để giúp đỡ các nước đang phát triển thích nghi tốt hơn với biến đổi khí hậu, Kế hoạch Hành đông Buenos Aires đã được thông qua. Các bên cũng bắt đầu thảo luận về cơ chế hậu Kyoto, về việc làm thế nào để phân chia nghĩa vụ giảm phát thải sau năm 2012, khi giai đoạn cam kết đầu tiên kết thúc.